# 斯馬茨堡 (印第安納州)
斯馬茨堡（英語：Smartsburg）是位於美國印第安納州蒙哥馬利縣的一個非建制地區。該地的面積和人口皆未知。